# 100 % monnaie
Le 100 % monnaie (100% money) désigne un système monétaire dans lequel l'émission de moyens de paiement serait intégralement assurée par l'État (via une autorité monétaire ad hoc), par opposition au système actuel dans lequel la monnaie est largement créée par les banques.
Cette idée tient son nom d'une proposition de réforme formulée dans le contexte de la Grande Dépression des années 1930, aux États-Unis, par plusieurs économistes (notamment Henry Simons, Lauchlin Currie et Irving Fisher) qui appelaient à imposer 100 % de réserves en monnaie centrale derrière les dépôts bancaires en comptes courants, de sorte à dissocier la création de monnaie des prêts de monnaie. Cette proposition a connu un fort regain d'intérêt parmi les économistes et les banquiers centraux, ainsi que les mouvements citoyens, à la suite de la crise financière mondiale de 2007-2008, réapparaissant sous d'autres formes ou d'autres noms (tels que la « monnaie pleine » ou la monnaie souveraine).

## Concept
Dans les systèmes monétaires actuels, seule la monnaie de banque centrale (ou base monétaire) est créée par l’autorité monétaire. L’essentiel de la monnaie est créée par les banques commerciales lorsque celles-ci octroient des prêts (ou acquièrent des actifs), en créditant le compte courant de leurs emprunteurs. Cette « monnaie bancaire » représente aujourd’hui environ 95 % des moyens de paiement dans les pays développés. Les banques centrales ne peuvent influencer la création de monnaie par les banques commerciales que de manière indirecte, via leurs instruments de politique monétaire : opérations d’open market, facilités de prêt marginal, ou taux de réserves obligatoires (en réduisant ce dernier, la banque centrale incite la banque commerciale à prêter).
L’essence de la proposition 100 % monnaie, selon Fisher, « est de rendre la monnaie indépendante des prêts ; c’est-à-dire, de dissocier le processus de création et de destruction de monnaie de l’activité bancaire ».
Dans un tel système, les dépôts en compte courant (checking accounts), servant de moyen de paiement, seraient couverts à 100 % par des réserves en monnaie d’État, émise par l’autorité monétaire. L'émission de monnaie, ainsi que le revenu de seigneuriage qui en découle, deviendrait ainsi un privilège exclusif du souverain. L’autorité monétaire serait seule habilitée à créer ou détruire des moyens de paiement. Elle émettrait la monnaie en acquérant des obligations d’État, selon un critère d’émission décidé par l’autorité législative (par exemple, la stabilisation d’un indice des prix). Les injections de monnaie pourraient s’effectuer de diverses manières : par la voie de l’open market, par les dépenses de l’État, par crédit d’impôt, ou par paiements directs aux citoyens.
Les banques commerciales continueraient d’octroyer des prêts, mais uniquement à partir de comptes d’épargne (savings accounts) dont les soldes ne pourraient être rendus transférables par chèque ou virement. L'intermédiation bancaire n'aurait donc plus d'impact sur le volume de moyens de paiement en existence. Les prêts de monnaie cesseraient de donner lieu à une création de monnaie. Certaines versions de la proposition "100% monnaie", cependant, seraient allées plus loin. Le Chicago Plan (« Plan de Chicago ») inspiré par Henry Simons, par exemple, aurait complètement mis fin à l'intermédiation bancaire, en remplaçant les banques de prêt par des fonds d'investissement ne pouvant investir que leur propre capital. Simons était sur ce point en désaccord avec d'autres partisans de ce type de réforme, notamment Lauchlin Currie ou Irving Fisher, qui auraient maintenu les banques dans leur fonction d'intermédiation basée sur des dépôts d'épargne.
Certaines versions plus modernes de cette proposition, comme la « monnaie souveraine » (sovereign money) proposée par l'ONG britannique Positive Money (en), suggèrent de combiner cette réforme avec la mise en place d'une monnaie numérique de banque centrale (CBDC). Ainsi, plutôt que d'utiliser des comptes courants couverts à 100 % par des réserves en monnaie centrale, les agents utiliseraient directement la monnaie centrale, sous forme numérique, pour régler leurs transactions. Les banques continueraient de collecter l'épargne à travers des comptes d'épargne (non utilisables comme moyens de paiement) pour financer des prêts et investissements.

## Histoire

### DuXVIIIesiècleà la Grande Dépression
L'idée d'empêcher la création de monnaie par les banques remonte au moins au XVIIIe siècle. En Grande-Bretagne, des auteurs tels que Jacob Vanderlint, David Hume, ou Joseph Harris, condamnaient l’émission de billets par les banques au motif que celle-ci entraînerait une hausse des prix défavorable au commerce extérieur.
David Ricardo, dans un pamphlet publié à titre posthume en 1824, considérait que la création monétaire, même sous forme papier, offrait à son émetteur un profit de seigneuriage, et qu’elle devait pour cette raison relever de l’État, non des banques. Il n’y a « aucune connexion nécessaire », insistait-il, entre l’émission de monnaie papier d’un côté, et l’avance de monnaie par voie de prêt de l’autre. Regardant l’émission de billets comme un privilège régalien, Ricardo proposait d’en confier le monopole à une Banque nationale d’État.
Les auteurs de la Currency School anglaise, dans les années 1830-1840, reprendront en partie les arguments de Ricardo. Leurs idées seront mises en œuvre à travers le célèbre Bank of England Charter Act de 1844, qui fit de l’émission de billets un quasi-monopole de la Banque d’Angleterre.
D’autres économistes du XIXe siècle, tels que Charles H. Carroll aux États-Unis, ou Léon Walras en France, proposeront de mettre fin à la création de monnaie non seulement fiduciaire, mais également scripturale, par les banques, en suggérant que les dépôts en compte courant (dont les soldes sont transférables par chèque ou virement) soient soumis à 100 % de réserves en monnaie métallique. Une proposition relativement similaire sera avancée par l’économiste autrichien Ludwig von Mises en 1912.
Il faut toutefois atteindre le début du XXe siècle pour que le sujet attire véritablement l'attention des économistes. En 1926, l'Anglais Frederick Soddy, Prix Nobel de Chimie, est l'un des premiers à proposer la version moderne du « 100 % monnaie », dans laquelle les réserves des banques seraient constituées, non plus de monnaie métallique, mais de monnaie d’État inconvertible.
Le même type de proposition sera ensuite formulé durant la Grande Dépression des années 1930 aux États-Unis, notamment par les auteurs du Plan de Chicago (en) (incluant, entre autres, Henry Simons, Frank Knight et Paul Douglas) en 1933, puis par Lauchlin Currie (en) de Harvard en 1934, et Irving Fisher de Yale en 1935 – ce dernier proposant d’appeler cette réforme « 100 % monnaie ». En dépit du soutien d’un grand nombre d’économistes, cependant, aucun des projets de loi proposant d’instaurer un tel système aux États-Unis n’aboutira.

### De la Seconde Guerre mondiale auXXIesiècle
L’idée de 100 % monnaie continuera néanmoins d’être soutenue après la Seconde Guerre mondiale, par exemple par Walter Eucken en Allemagne, Maurice Allais en France, ou Milton Friedman aux États-Unis. Dans la tradition de pensée de l’École autrichienne, Murray Rothbard proposera quant à lui un système de 100 % de réserves en or.
Un autre type de réforme, présentant certaines similarités avec le 100 % monnaie, appelé narrow banking, sera plus tard défendu par James Tobin. Ce système avait pour objectif, selon Tobin, de défendre ce qui devrait être une prérogative de l'État, à savoir l'émission de toute nouvelle monnaie. Hyman Minsky viendra lui aussi à soutenir l’idée d’une réforme 100 % monnaie à partir de 1994.

### À partir de la Grande Récession
La crise économique des années 2007 et suivantes remet la proposition sur le devant de la scène. En août 2012, deux chercheurs du FMI publient un rapport soutenant cette proposition. Au Royaume-Uni, l'ONG Positive Money promeut cette idée sous le nom de « monnaie souveraine » depuis 2010.
En Suisse est lancée en 2016 l'initiative « monnaie pleine ». Le texte ne traite toutefois pas d'une couverture à 100 % de la monnaie scripturale des banques commerciales. Le mécanisme propose plutôt d'un côté de créer la monnaie centrale par extension de bilan sans contrepartie et de l'autre interdire aux banques commerciales d'intégrer dans leur bilan les comptes courants mais pas les comptes d'épargne.

## Analyse

### Avantages

#### Mettre fin au comportement procyclique de la monnaie bancaire
L’un des principaux arguments du « 100% monnaie » est de mettre fin à la dépendance de la création monétaire envers les prêts bancaires, dont les effets sont procycliques.
Irving Fisher, par exemple, a mis en avant que, dans la mesure où la monnaie est créée par les banques, une hausse des emprunts bancaires entraîne une hausse du volume de monnaie ; celle-ci tend à entraîner une hausse du niveau des prix et des profits ; cette dernière entraîne une nouvelle hausse des emprunts bancaires ; et ainsi de suite. Il s’ensuit des processus cumulatifs inflationnistes en phase de hausse, et déflationnistes en phase de baisse.
En dissociant la création monétaire des prêts bancaires, un système « 100% monnaie » rendrait de tels enchaînement cumulatifs impossibles.

#### Faciliter le contrôle monétaire par l’autorité d’émission
Dans les systèmes monétaires actuellement en vigueur, l’autorité monétaire n’assure l’émission que d’une petite partie du volume des moyens de paiement, limitée à la monnaie fiduciaire (pièces et billets) et à la monnaie centrale scripturale (à laquelle n’ont accès qu’un nombre restreint d’acteurs, principalement les banques).
De ce fait, le contrôle du volume total de monnaie par les banques centrales est à la fois indirect et incertain : celles-ci peuvent, tout au plus, encourager (ou décourager) la création de monnaie par les banques, en manipulant (via divers instruments) le taux d’intérêt auquel ces dernières vont prêter. Un tel système rend le contrôle monétaire particulièrement difficile lorsque, dans un contexte de surendettement, le secteur privé devient réticent à s’endetter davantage (préférant au contraire assainir son bilan) et les banques réticentes à prêter. Des taux d’intérêt proches de zéro peuvent alors ne pas suffire à relancer la dynamique des prêts bancaires, dont dépend (dans notre système actuel) la création monétaire.
Dans un tel contexte, à la suite de la crise financière mondiale de 2007-2008, les banques centrales ont été contraintes d’adopter des politiques « non conventionnelles », consistant principalement à injecter, de manière massive, de la monnaie centrale dans le bilan des banques (par des achats d’actifs notamment), afin d’éviter que la réduction des prêts bancaires n’entraîne une contraction monétaire. Cette pratique de l’ « assouplissement quantitatif » (ou quantitative easing, QE), cependant, a conduit à maintenir les taux d’intérêt à un niveau artificiellement bas, et à gonfler les prix d’actifs – accroissant ainsi les inégalités de patrimoine.
Un système « 100% monnaie », dans un tel contexte, aurait grandement facilité la tâche des banques centrales, en leur permettant d’injecter directement de la monnaie dans la circulation, sans dépendre de la disposition des agents à s’endetter ou de celle des banques à prêter.
Inversement, lorsqu’il s’agit de lutter contre l’inflation, un système « 100% monnaie » permet de réduire directement le volume de monnaie en circulation, sans avoir pour cela à augmenter les taux d’intérêt (dont la hausse a pour effet de défavoriser l’investissement).

#### Permettre la libre détermination des taux d’intérêt par le jeu du marché
En séparant la création monétaire des prêts bancaires, un système 100% monnaie permettrait à l'autorité d'émission de directement contrôler le volume de monnaie en circulation, sans avoir à manipuler les taux d'intérêt pour stabiliser le niveau des prix. Ces derniers seraient entièrement déterminés par l'offre et la demande de prêts, sans interférence de l'autorité monétaire,.

#### Rendre à l’État l’intégralité du revenu de seigneuriage
En octroyant à l’autorité monétaire publique le privilège exclusif d’émettre de la monnaie (y compris sous forme scripturale), la réforme 100% monnaie permettrait à l’État de bénéficier pleinement du revenu de seigneuriage issu de la création monétaire.

#### Sécuriser le système de paiement, et alléger la réglementation bancaire
Sous un système 100% monnaie, la création monétaire serait rendue indépendante des prêts bancaires, et le système de paiement totalement sûr : même en cas de ruée des déposants aux guichets de leur banque, aucune unité de monnaie ne pourrait être détruite, les dépôts de paiement étant couverts à 100% par des réserves.
Les autorités étatiques pourraient alors réduire leurs dispositifs de protection des dépôts bancaires (assurance des dépôts, prêteur en dernier ressort...), qui, dans le système actuel, équivalent à une subvention implicite des banques, permettant de garantir l'acceptation de la monnaie bancaire dans les transactions. La réglementation des banques s'en trouverait ainsi allégée.

#### Réduction de l'inflation
Rothbard voit dans le système de monnaie pleine un bouclier puissant contre l'inflation. L'inflation est en effet produite par une injection excessive de monnaie dans le système économique : parce que les banques commerciales ne sont limitées dans leur production de crédits que par les limitations induites par les réserves obligatoires, instaurer un système de monnaie pleine freinerait la création de crédit, et donc l'inflation.

### Inconvénients

#### Désaccords théoriques
Tous les économistes ne partagent par le raisonnement théorique sur lequel repose la réforme 100% monnaie, ou celle de la monnaie pleine.
Bernard Charlonneix, par exemple, souligne que les propositions de système de monnaie pleine surestiment le pouvoir de création monétaire des banques. Celles-ci créent bien de la monnaie scripturale ex nihilo, mais de manière passagère uniquement. En effet, tout remboursement de l'emprunt correspond à une destruction de monnaie.
De la même manière, les tenants de la doctrine des « effets réels », selon laquelle la création monétaire ne serait pas inflationniste à condition d’être basée sur des prêts à l’économie réelle, rejettent l’idée de découpler la création monétaire des prêts bancaires.

#### Accroissement des frais bancaires
Le système de 100% monnaie, ou de monnaie pleine, ne permettrait plus aux banques d’investir les sommes déposées par leurs clients en comptes courants, servant à effectuer des paiements ; seuls les sommes déposées en comptes d’épargne pourraient être utilisés à cette fin. Cela pourrait conduire les banques à augmenter leurs frais bancaires pour compenser la perte de revenus qui en découlerait. En vue de prévenir ce risque de perte, plusieurs auteurs du « 100% monnaie » ont proposé qu’une subvention soit versée aux banques pour couvrir les frais de tenue de compte courant,,.

#### Accroissement dushadow banking?
Dans sa forme la plus basique, la réforme 100% monnaie (tout comme celle de la monnaie pleine) ne s’appliquerait qu’aux dépôts bancaires en compte courant (servant de moyens de paiement), laissant les banques libres d’utiliser des comptes d’épargne pour financer des prêts et investissements.
Certaines versions plus radicales, cependant, s’appliqueraient à l’ensemble des dépôts bancaires sans distinction : l’intermédiation bancaire serait alors abolie. Tel était le cas notamment du Plan de Chicago, proposé en 1933 par Henry Simons et plusieurs de ses collègues de l’Université de Chicago, qui préconisaient d’imposer 100% de réserves à tous les dépôts bancaires, et de remplacer les banques de prêt par des fonds d’investissement,. Le même type de réforme fut plus tard soutenu par Milton Friedman.
Les économistes Douglas W. Diamond et Philip D. Dybvig, considérant ce dernier type de réforme, remarquent qu'il limiterait la capacité des banques commerciales à accorder des crédits, et aurait pour effet pervers de stimuler la croissance du shadow banking, c'est-à-dire de l'ensemble des institutions financières non-bancaires, beaucoup moins régulées. Seules ces dernières pourraient tenir certaines activités traditionnellement tenues par les banques commerciales, comme l'intermédiation bancaire et la transformation de maturité, ce qui déstabiliserait le système financier et conduirait à des crises financières plus fréquentes. Cette analyse est soutenue par Paul Krugman. Le modèle de Diamond et Dybvig, cependant, suppose lui-même une monnaie entièrement exogène, qui serait créée par la banque centrale uniquement, tandis que les banques fonctionneraient comme de purs intermédiaires financiers sans pouvoir de création monétaire ; ce modèle, autrement dit, repose sur l'hypothèse d'un système 100% monnaie.